# زیردریایی یو-۵۸۸
زیردریایی یو-۵۸۸ (به انگلیسی: German submarine U-588) یک زیردریایی بود که طول آن ۶۷٫۱ متر (۲۲۰ فوت ۲ اینچ) بود. این زیردریایی در سال ۱۹۴۱ ساخته شد.